# Mamelodi Sundowns Ladies FC
El Mamelodi Sundowns Ladies FC es un club de fútbol profesional femenino con sede en Pretoria, Sudáfrica. El equipo compite en la Liga Femenina SAFA, la máxima categoría del fútbol femenino en el país. Son el equipo femenino más exitoso de Sudáfrica, con seis títulos en su haber. Tanto el equipo femenino como el masculino son propiedad de Patrice Motsepe.
En 2021, ganaron la primera edición de la Liga de Campeones Femenina de la CAF. En las eliminatorias COSAFA para ese torneo, el equipo avanzó invicto, lo que las llevó a la Liga de Campeones Femenina de la CAF 2021, donde también se coronaron campeonas sin sufrir derrotas ni conceder goles. En marzo de 2024, el club nombró a Christa Kgamphe como su primera directora de fútbol femenino.

## Historia
El club fue fundado el 4 de septiembre de 2009 por el propietario Patrice Motsepe y participó en la Liga Femenina Sasol inaugural.
En 2013 ganaron su primer título nacional en el Campeonato Nacional de la Sasol League 2013. Ganaron 2-0 contra las Ma-Indies Ladies de Limpopo en la final celebrada en Klerksdorp.
En 2015, establecieron el récord de goles del Campeonato Nacional de la Sasol League cuando derrotaron a Galeshewe Ladies 25-0 en el Campeonato Nacional de la Sasol League 2015 en Sasolburg. Ganaron el campeonato nacional y levantaron su segundo título, derrotando a Cape Town Roses por 5-0 en la final.
Sundowns ganó la Liga Femenina SAFA inaugural invicta, con 21 victorias y 1 empate, y anotó 83 goles mientras que solo concedió 13 goles.

### Temporada 2021

#### Liga de Campeones Femenina Inaugural de la COSAFA
La CAF anunció el lanzamiento de la Liga de Campeones Femenina de la CAF, en la que cada una de las seis regiones de la CAF producirá un finalista. Sundowns, como campeón de la Liga Femenina SAFA 2019-20, se enfrentaría a los otros campeones nacionales en las eliminatorias regionales de COSAFA.
El 26 de agosto de 2021, se llevaron a cabo los primeros partidos de la Liga de Campeones Femenina COSAFA 2021 con Sundowns jugando contra Lesotho Defence Force Ladies de Lesotho. Ganaron su primer partido por 6-0. Su segundo partido fue contra Double Action Ladies de Botswana, donde Sundowns volvió a ganar por 6-0. Su último partido de la fase de grupos fue contra Manzini Wanderers de Eswatini, que terminó con una victoria por 6-1 para Sundowns. En las semifinales, ganaron 1-0 contra Green Buffaloes de Zambia y luego ganaron el torneo 3-0 contra Black Rhino Queens de Zimbabwe. Esto les permitió clasificarse para la primera Liga de Campeones Femenina de la CAF celebrada en Egipto.

#### Liga de Campeones Femenina de la CAF inaugural
El club inició sus partidos de la Liga de Campeones con una victoria por 1-0 contra Vihiga Queens de Kenia. Su siguiente partido fue nuevamente una victoria por 1-0 contra Rivers Angels de Nigeria y el tercer partido un empate sin goles contra AS FAR de Marruecos. El partido de semifinales contra Malabo Kings de Guinea Ecuatorial terminó sin goles con el Sundowns ganando 5-4 en los penaltis. Ganaron la primera Liga de Campeones Femenina de la CAF por 2-0 contra Hasaacas Ladies de Ghana.

#### Liga Femenina SAFA 2021
Defendieron su título al ganar la Liga Femenina SAFA 2021 que las clasificó para la Liga de Campeones Femenina COSAFA 2022.

### Temporada 2022

#### Liga de Campeones Femenina de la CAF 2022
Terminaron primeros del Grupo B con nueve puntos. Abrieron el torneo con una victoria por 2-1 sobre el Bayelsa Queens de Nigeria, luego obtuvieron una victoria por 5-0 sobre el Wadi Degla de Egipto y finalizaron la fase de grupos con una victoria por 4-0 sobre el club congoleño TP Mazembe. Las semifinales las disputó Simba Queens de Tanzania, y Sundowns ganó 1-0. En la final con AS FAR, Sundowns perdió 4-0 y terminó el partido con nueve jugadores en el campo.

#### Liga Femenina SAFA 2022
Establecieron el récord de goles en la liga cuando anotaron 126 goles, con un promedio de 4,2 goles por partido, en la Liga Femenina SAFA 2022. Son el primer equipo en marcar 100 goles. En noviembre, se coronaron campeones de la Liga Femenina SAFA por tercer año consecutivo y se clasificaron para la Liga de Campeones Femenina COSAFA 2023.

#### Clasificación IFFHS y premio al Club Femenino del Año de la CAF
Terminaron la temporada 2022 clasificados como el mejor club femenino de África por la IFFHS con 174 puntos y ganaron el premio al Club Femenino del Año de la CAF.

### Temporada 2023
El 13 de agosto de 2023, se enfrentaron a la Universidad de Johannesburgo en la final inaugural del Joburg Basadi Football Challenge, donde ganaron 1-0.

#### Liga de Campeones Femenina COSAFA 2023
El 31 de agosto de 2023, abrieron su Liga de Campeones Femenina COSAFA 2023 con una victoria por 8-0 sobre el equipo de las Comoras Olympic de Moroni. Su siguiente partido fue contra Young Buffaloes de Eswatini, que ganaron 4-0, y terminaron su fase de grupos con una victoria 4-0 sobre el equipo mozambiqueño CD Costa do Sol. En las semifinales se enfrentaron al equipo zambiano Green Buffaloes, recuperándose de una desventaja de 3-1 en el estadio Sugar Ray Xulu. En la final, contra Double Actions Ladies de Botswana, se clasificaron para la Liga de Campeones con una victoria por 2-0.

#### Liga de Campeones Femenina de la CAF 2023
En la Liga de Campeones Femenina de la CAF 2023, Sundowns se clasificó para las etapas eliminatorias después de terminar líder del Grupo A con nueve puntos. Ganaron 2-0 al equipo tanzano JKT Queens, 1-0 al equipo marroquí Sporting Club Casablanca, y 3-0 al equipo marfileño Athletico D'Abidjan. Se enfrentaron a los campeones AS FAR 2022 en las semifinales del torneo, ganando 1-0 para clasificar a su tercera final consecutiva. En la final contra el Sporting Club Casablanca, Sundowns ganó el partido por 3-0 para terminar el torneo sin recibir ningún gol.

#### Liga Femenina SAFA 2023
Ganaron su cuarto título consecutivo de la Liga Femenina SAFA el 6 de diciembre de 2023.

### Temporada 2024

#### La Copa Femenina
El 10 de mayo de 2024, se anunció que el club había sido invitado a participar en la versión 2024 de la Copa Femenina programada para agosto. El 15 de agosto de 2024, jugaron su primer partido con Kansas City Current de EE. UU. y perdieron el partido 3-0.

## Medios de comunicación

### Revista Mamelodi Sundowns
En septiembre de 2021, el club lanzó la primera edición de su revista trimestral. La edición de diciembre de 2021, titulada Banyana ba Style Queens of the Continent, cubrió su primera victoria en la Liga de Campeones Femenina de la CAF. La portada presentaba a la capitana del Sundowns Ladies, Zanele Nhlapho, y a las jugadoras Bambanani Mbane, Chuene Morifi, Thalea Smidt y Andisiwe Mgcoyi .

### Documental sobreel estilo Banyana Ba
El 13 de noviembre de 2022, Mamelodi Sundowns anunció el lanzamiento de su documental antes de la final de la Liga de Campeones Femenina de la CAF 2022. La película titulada Banyana Ba Style: Las primeras reinas del fútbol africano se emitió en el canal 202 de SuperSport.  En 2023, Netflix anunció que el documental estará disponible en su sitio de transmisión a partir del 22 de noviembre.

### Televisión de señoras de la puesta del sol
El 7 de abril de 2024 se emitió el primer episodio del "Mamelodi Sundowns Ladies Show" en SABC 1. El programa es presentado por Bokamoso Jessica Nkomo, conocida popularmente como "Aunty Diski", una reconocida presentadora deportiva

## Jugadores
Plantilla del Mamelodi Sundowns Ladies FC para la temporada 2024.

### Equipo técnico
| Posición               | Personal              |
| ---------------------- | --------------------- |
| Entrenador principal   | Jerry Tshabalala      |
| Entrenador asistente   | Agnes Nkosi           |
| Entrenador de porteros | Tshabalala de Koketso |
| Jefe de Fútbol         | Christa Kgamphe-Jane  |
| Médico del equipo      | Nokufa Makae          |
| Administrador de kit   | Nokubonga Bala        |
| Administrador          | Dipuo Maboe           |

### Proveedores de equipos y patrocinadores
Mismos patrocinadores que el equipo masculino
| Período       | Fabricante del kit | Patrocinador de la camiseta        | Patrocinador de manga |
| ------------- | ------------------ | ---------------------------------- | --------------------- |
| 2014–2016     | </img> Nike        | </img> Inversiones en Ubuntu-Botho |                       |
| 2016-presente | </img> Puma        | </img> Inversiones en Ubuntu-Botho | </img> Hyundai        |

Lista de jugadoras que fueron convocadas para una Copa Mundial Femenina de la FIFA mientras jugaban para Mamelodi Sundowns Ladies. Entre paréntesis se jugó el torneo:
| Tipo      | Competencia                                               | Títulos | Estaciones                                            |
| --------- | --------------------------------------------------------- | ------- | ----------------------------------------------------- |
| Doméstico | Liga Femenina SAFA / Campeonato Nacional de la Liga Sasol | 6       | Campeones (6) : 2013, 2015, 2019-20, 2021, 2022, 2023 |
| africano  | Liga de Campeones Femenina de la CAF                      | 2       | Campeones (2) : 2021, 2023 Subcampeones (1): 2022     |
| africano  | Liga de Campeones Femenina de la COSAFA                   | 2       | Campeones (2) : 2021, 2023 Subcampeones (1): 2022     |

### Estadísticas de la Liga Femenina SAFA
- Récord de partidos ganados en una temporada: 27 partidos (2022)
- Récord de puntos en una temporada: 82 puntos (2022)
- Récord de goles marcados en una temporada: 126 goles (2022)
- Récord de menor número de goles recibidos en una temporada: 13 goles, igualado con UWC (2022)
- Récord de menor número de derrotas en una temporada: ningún partido perdido (2019-20)